# Ark (álbum de The Animals)
Ark es un álbum de estudio de la banda de rock británica The Animals, publicado en 1983 por I.R.S. Records. Se trata de la última producción discográfica de la banda en la que participaron los músicos originales Eric Burdon, Alan Price, Hilton Valentine, Chas Chandler y John Steel.

## Lista de canciones
1. "Loose Change" (Steve Grant) (3:01)
2. "Love Is for All Time" (Eric Burdon, Danny Everitt, Terry Wilson) (4:23)
3. "My Favourite Enemy" (Grant) (3:46)
4. "Prisoner of the Light" (Burdon, Raskin, Sterling) (4:09)
5. "Being There" (Gemwells) (3:29)
6. "Hard Times" (Burdon, Sterling) (2:55)
7. "The Night" (Burdon, Evans, Sterling) (3:55)
8. "Trying to Get You" (Rose Marie McCoy, Charlie Singleton)-(4:16)
9. "Just Can't Get Enough" (Burdon, Sterling) (3:54)
10. "Melt Down" (Everitt, Wilson) (3:08)
11. "Gotta Get Back to You" (Everitt, Wilson) (2:42)
12. "Crystal Nights" (Anthony, Burdon, Lewis, Sterling) (4:12)
13. "No John No" (Alan Price) (4:18)

## Créditos
- Eric Burdon – voz
- Alan Price – teclados
- Hilton Valentine – guitarra
- Chas Chandler – bajo
- John Steel – batería